# Gaudy Mercy
Gaudy Mercedes Rodríguez (Los Mina, c. 1990), conocida como Gaudy Mercy, es una rapera, periodista, escritora y cineasta dominicana, que se convirtió en la mujer con más participaciones en finales nacionales de freestyle de Red Bull. Fue una de las protagonistas de la serie El Heredero: La Dinastía del Freestyle y ha sido reconocida por sus cortometrajes.

## Trayectoria
Nació en el barrio de Los Mina, en Santo Domingo Este. A los 9 años, comenzó a rapear.
En 2011, participó en el mixtape El Trabucazo de DJ Avana. En 2012 se convirtió en la primera dominicana en llegar a una semifinal de la Batalla de Gallos de Red Bull. En 2013, colaboró con Fernando El Dictador. En 2014 publicó su primer álbum, La Dama de Hierro, que fue producido por Factor Primo y en el que contó con la colaboración de Arianna Puello. Ese mismo año, participó en HipHop RD de Alex Florencio, además de en Generación X de G-Nero.
En 2015, Mercy participó en uno de los temas del álbum de Puello “Despierta”. En 2016, quedó en tercer lugar en la Batalla de Gallos de Red Bull, una posición que fue cuestionada por el público. Por ello, el programa televisivo Transparencia Informativa, la reconoció como la ganadora oficiosa de la competición, concediéndole un premio de 20.000 pesos dominicanos.
En 2018, colaboró con el cantante domincano Vakeró en ‘Mutación’ y con Rayka en su álbum ‘Presentando una de las nuestras’. En 2019, participó en las audiciones de Got Talent. En 2020, alcanzó de nuevo la semifinal nacional de Red Bull, consiguiéndolo también las raperas León Mc y Hefzi Bah en las finales de Costa Rica y Cuba.
En 2023, participó en la serie El Heredero: la dinastía del Freestyle, que se retransmitió en Disney +, Hulu y Star Plus, y en la que también participaron otros freestylers de América Latina y España como, Aczino, Jaze, Skone, Dtoke y Kaiser, siendo Mercy la única participante del Caribe.
Ese mismo año, formó parte del grupo de artistas que actuaron en Bogotá en el mayor festival urbano de habla hispana Hip hop al parque, siendo la segunda mujer en conseguirlo tras Arianna Puello. Además, en 2023 presentó la canción Yo no soy mi cuerpo junto con ISSADE que reivindicaba la positividad corporal.
En 2023 presentó una lista de los 50 mejores raperos latinos, entre quienes se encontraban cinco dominicanos, Lápiz Conciente, Melymel, Redimi2, Original Juan y Arianna Puello y en la que incluyó a Canserbero y Mexicanos y situó en primera posición a Al2 el Aldeano en lugar de a Residente, como hizo la lista Billboard.
Realizó 6 cortometrajes y participó en el primer Festival de Cine Cortometraje impulsado por la Cinemateca Dominicana. En 2024, dirigió el documental Pilares, que explora la trayectoria del rapero Básico, considerado uno de los exponentes del rapa dominicano.
Ejerció como jueza de esta competición en dos ocasiones. También fundó la productora productora de eventos El Juego Musical. Ha impartido talleres para acercar el rap y el freestyle a las mujeres.

## Reconocimientos
En 2011, ganó tres premios en el festival de cine Mujeres en Cortos. Entre ellos, el de Mejor Cortometraje Documental y Mejor Guion para un Cortometraje Documental por Talentos ocultos. Se convirtió en la mujer que más veces ha participado en finales nacionales de las Batalla de Gallos de Red Bull.